# 中华长尾雀
中华长尾雀（学名：Carpodacus lepidus）是燕雀科朱雀属的鸟类，分布于中国，是中国特有物种，栖息于温带森林、亚热带或热带湿润灌木丛和温带草原。该物种原为长尾雀的亚种，模式产地在陕西秦岭。
2022年，基于分子、形态的差异，将长尾雀的lepidus亚种（分布于河南、山西西南部、陕西南部、甘肃南部、西藏东部、青海东部）和 henrici亚种（分布于西藏东部、云南西北部、四川、重庆）提升为独立种 Carpodacus lepidus（Liu et al. 2020）。

## 亚种
- 中华长尾雀西南亚种（学名：C. l. henrici）。在中国大陆，分布于四川、云南、西藏等地。该物种的模式产地在四川巴塘和康定。[3]
- 中华长尾雀秦岭亚种（指名亚种）（学名：C. l. lepidus）。在中国大陆，分布于秦岭北坡周至等地。该物种的模式产地在陕西秦岭。[1]